# Shinjuku Incident
Pour plus de détails, voir Fiche technique et Distribution.
Shinjuku Incident (新宿事件, San suk si gin), sous-titré Guerre de gangs à Tokyo est un film hongkongais réalisé par Derek Yee, sorti en 2009.

## Synopsis
Au début des années 1990, un mécanicien chinois nommé "Steelhead" (Tête de fer) entre illégalement au Japon afin de chercher sa petite amie Xiu Xiu. Ne parvenant pas à la retrouver, il rejoindra à Shinjuku son ami Jie qui lui fournit du travail. Mais "Steelhead" finit par découvrir que Xiu Xiu a épousé un leader Yakuza du nom de Eguchi. Décidé à obtenir la citoyenneté japonaise, il accepte de devenir tueur à gage pour Eguchi. Mais bientôt, "Steelhead" se retrouve tellement embourbé dans le milieu qu'il lui est impossible de faire marche arrière.

## Fiche technique
- Titre : Shinjuku Incident
- Titre original : 新宿事件 (San suk si gin)
- Réalisation : Derek Yee
- Scénario : Derek Yee et Chun Tin-nam
- Musique : Peter Kam
- Photographie : Kita Nobayasu
- Montage : Cheung Ka-Fai, Kwong Chi-Leung, Tang Man To
- Pays de production : Hong Kong
- Format : Couleurs - 2,35:1 - Dolby Digital - 35 mm
- Genre : Film dramatique, Film d'action, Thriller
- Durée : 120 minutes
- Dates de sortie :
  - Hong Kong : 2 avril 2009
  - France : 12 juillet 2010 en DVD

## Distribution
- Jackie Chan (VF : William Coryn) - Steelhead/Nick
- Naoto Takenaka - Inspecteur Kitano
- Daniel Wu - Jie
- Xu Jinglei - Xiu Xiu/Yuko Eguchi
- Masaya Kato - Toshinari Eguchi
- Tōru Minegishi - Koichi Muranishi
- Jack Kao - Gao Jie Chef de gang Taiwanais
- Yasuaki Kurata - Taro Watagawa
- Lam Suet - Old Ghost
- Fan Bingbing - Lily
- Chin Ka-lok - Hongkie
- Ken Lo - Little Tai
- Kenya Sawada - Hiro Nakajima
- Paul Chun - Oncle Tak
- Kathy Yuen Ka Yi - Shizuko
- Teddy Lin as Tai Bao - Teddy Lin Chun
- Hiro Hayama - Togawa Kyohei/Hiro Hayama
- Randy Muscles - Gaijin (Non crédité)
- Wong Wai-fai
- Lesley Chiang
- Wu Gang
- Gladys Fung - Gladys Fung Ho Sze
- Michael J. Rice
- Ka Leong Chan - Ringo Chan Ka-leong
- Baudouin Euloge Adogony
- Chu Cho-Kuen
- Takumi Saito